# А ось і Нельсони
«А ось і Нельсони» (англ. Here Come the Nelsons) — американська кінокомедія режисера Фредеріка Де Кордова 1952 року.

## Сюжет
Коли Оззі пробує отримати рекламу для рекламного агентства, Девід і Рікі зв'язуються з бандитами.

## У ролях
- Оззі Нельсон — Оззі
- Гарріет Гілліард — Гарріет
- Девід Нельсон — Девід
- Рікі Нельсон — Рікі
- Рок Гадсон — Чарльз «Чарлі» Джонс
- Барбара Лоуренс — Барбара Шутцендорф
- Шелдон Леонард — Дюк
- Джим Бакус — Джо Рендольф
- Пол Гарві — Семюель Т. Джонс
- Гейл Гордон — Г. Дж. Белловс
- Енн Доран — Клара Рендольф
- Чаббі Джонсон — Teкс, людина на ярмарку
- Едвін Макс — Монк